# Jack Charlton's Match Fishing
Jack Charlton's Match Fishing is een computerspel dat werd ontwikkeld en uitgegeven door Alligata Software. Het spel kwam in 1985 uit voor de Commodore 64 en de ZX Spectrum. Het spel is een vissimulatie.